# دانشکده معماری و شهرسازی دانشگاه شهید بهشتی
دانشکدهٔ معماری و شهرسازی دانشگاه شهید بهشتی تهران تأسیس شده در سال ۱۳۳۹، از نظر قدمت دومین دانشکده معماری ایران است. در سال ۱۳۸۰ وزارت علوم، تحقیقات و فناوری این دانشکده را به عنوان اولین قطب معماری و شهرسازی کشور معرفی کرد.

## تاریخچه

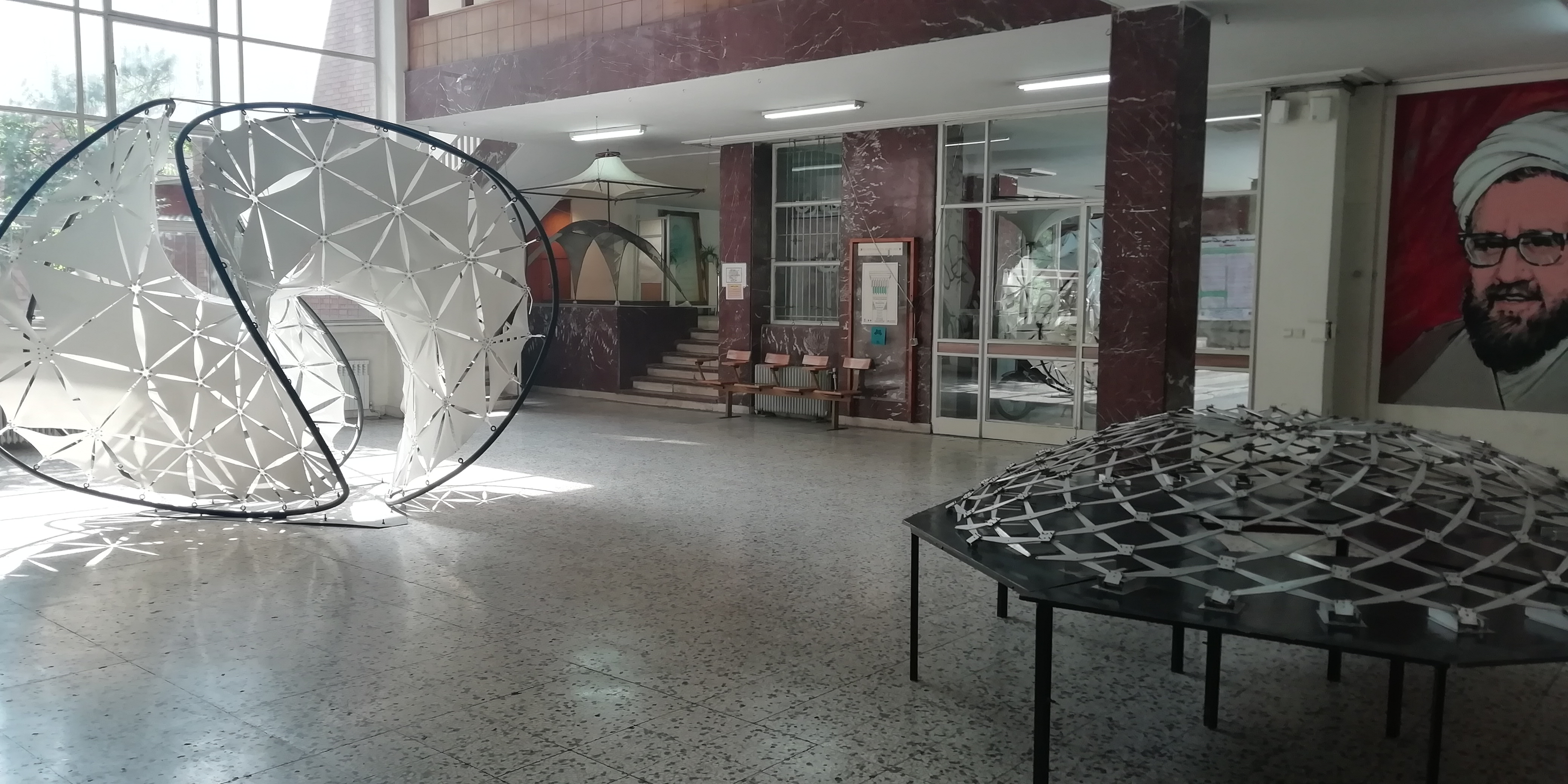
لابی اصلی دانشکده معماری و شهرسازی

دانشکده معماری و شهرسازی دانشگاه شهید بهشتی، که در آن دوره با نام دانشگاه ملّی ایران خوانده می‌شد، از مهر ماه ۱۳۳۹ به همراه دانشکدهٔ «بانکداری و علوم اقتصادی مالی»، به عنوان نخستین هسته‌های این دانشگاه شروع به کار کرد. علی شیخ الاسلام و مسعود جهان آرا از مؤسسان این دانشکده بودند. این دانشکده پس از آن که در سال ۱۹۶۵ تکمیل شد به ساختمان فعلی منتقل شد. از زمان تأسیس، فعالیت این دانشکده با پذیرش دانشجوی کارشناسی ارشد مهندسی معماری آغاز شد و در سال ۵۵ - ۱۳۵۴ علاوه بر این دوره در مقطع کارشناسی نیز اقدام به تربیت نیروی انسانی متخصص و مورد نیاز کشور کرد. پس از انقلاب فرهنگی، پذیرش دانشجو در دوره کارشناسی معماری متوقف و دانشکده فقط در دوره کارشناسی ارشد دانشجو پذیرفت. همزمان دوره کاردانی معماری نیز در دانشکده برپا شد. البته این دوره در سال‌های بعد متوقف شد. در سال تحصیلی ۱۳۵۷–۱۳۵۶ رشته کارشناسی ارشد برنامه‌ریزی شهری و منطقه‌ای نیز به رشته‌های دانشکده افزوده شد. از سال ۱۳۸۲ به جای دورة کارشناسی ارشد معماری پذیرش دانشجو تنها در دوره کارشناسی معماری صورت پذیرفت. البته دوره کارشناسی ارشد ناپیوسته معماری از دو سال بعد شروع به فعالیت نمود. این دانشکده از سال ۱۳۷۲ در دوره دکترای معماری و از سال ۱۳۸۴ نیز در دکترای رشته طراحی شهری دانشجو پذیرفته‌است.
در سال 1395 موسسه تاریخ شفاهی معماری و شهرسازی و انجمن مفاخر معماری ایران پروژه تاریخ شفاهی دانشکده معماری و شهرسازی دانشگاه ملی را تعریف کردند. گروهی متشکل از 4نفر ازعلاقه مندان با تشکیل گروه تحقیق و مصاحبه معمار ملی به سرپرستی عیسی ذکایی، پروژه را در بازه زمانی 1339 الی 1358 آغاز و نسبت به انجام مصاحبه و گردآوری اسناد تاریخ شفاهی دانشکده فعالیت نمودند.اطلاعات کامل در سایت تاریخ شفاهی معمار ملی http://www.memarmelli.com در دسترس می باشد. دانشکده معماری و شهرسازی دانشگاه بهشتی(ملی سابق) اولین دانشکده ای در کشور است که تاریخ شفاهی آن تهیه و ثبت شده است.
یکی از فعالیت های گروه تحقیق و مصاحبه، تهیه و انتشار مجله معمارانه می باشد. این مجله شامل معرفی فعالیت های فارغ التحصیلان و تاریخ شفاهی دانشکده در بازه زمانی 1339 الی 1358 می باشد.ضمن اینکه اخبار و رویدادهای معماری جایزه معماری آقاخان و فعالیت سایر معماران وشهرسازان مطرح ایران و سایر کشورهای جهان نیز در مجله ارائه می گردد. مجله بصورت دیجیتالی در سایت تاریخ شفاهی معمار ملی در دسترس است.

## بیانیه، اهداف و چشم‌انداز دانشکده
در وبسایت این دانشکده متن زیر به عنوان چشم‌انداز دانشکده معرفی شده‌است:
معماری مقوله‌ای است جامع که با ابعاد گوناگون حیات انسانی، از ساحت فردی تا ساحت اجتماعی و از نیازهای مادی تا نیازهای متعالی انسان مرتبط است. دانشکده معماری و شهرسازی شهید بهشتی با توجه به این امر، جامعیت را به عنوان یک تأکید اصلی در چشم‌انداز آرمانی خود باور دارد و به تناسب مقاطع مختلف آموزشی در پی تحقق بخشیدن به چنین آرمانی است. دانشکده در راستای آرمان فوق، با تأکید همزمان بر پژوهش و عقلانیت از یکسو و معنویت و تفکر خلاق از سوی دیگر، در پی پرورش انسانهای آزاده، مبتکر و مسؤلیت‌شناسی خواهد بود که به ذات هنری علم و ذات علمی هنر شاعر باشند، اثر مانا را از میرا تمیز دهند، و ضمن تشخیص درست نیازهای واقعی جامعه در زمینه محیط مصنوع، با خودباوری و پرهیز از تقلید کورکورانه و با دیدی جامع نگر به رفع آن نیازها بپردازند.

دانشکده علاوه بر اینکه در مقیاس ملی قطب علمی معماری و شهرسازی کشور است، خواهد کوشید که در مقیاس منطقه ای از کانون‌های اصلی آموزش و پژوهش معماری سنتی ایران و ملل منطقه بوده با پیوستن به کانون‌های معتبر جهانی، در تولید دانش روز معماری نقش شایسته خود را ایفا نماید.

## مراکز تحقیقاتی و پژوهشی
- پایگاه اطلاعات مرکز اسناد و تحقیقات
- قطب علمی طراحی شهری در بافت‌های با ارزش و فرسوده
- دفتر فنی آموزشی و پژوهشی
- کارگاه هنر مهندسی

## فارغ التحصیلان سرشناس
- حسام‌الدین سراج(معمار ملی دوره هجدهم) خواننده آواز ایرانی
- میرحسین موسوی(معمار ملی دوره سوم) نخست وزیر دهه 60
- محمد هندی(معمار ملی دوره پنجم) معاون نخست وزیر دهه 60
- محمد علی نجفی(معمار ملی دوره پنجم) کارگردان سینما و تلویزیون
- توکا نیستانی
- حسین کلانی(معمار ملی دوره ششم) بازیکن تیم ملی فوتبال و پرسپولیس
- فرخ درخشانی(معمار ملی دوره دوازدهم) رییس جایزه معماری آقاخان
- یحیی خالقی(معمار ملی دوره سیزدهم) کاریکاتوریست مجله توفیق
- ادوارد دیکران زهرابیان(معمار ملی دوره دوم) طراح آرم و لوگوی هواپیمایی ایران ایر
- مریم شریعت زاده(معمار ملی دوره دوازدهم) قهرمان تیم ملی شمشیربازی
- کوروش یغمایی(ئانشکده ادبیات) خواننده پاپ

## رشته‌ها و گرایش‌ها

### کارشناسی
- معماری

### کارشناسی ارشد
- طراحی معماری
- معماری منظر و محیط
- طراحی شهری
- برنامه‌ریزی شهری و منطقه‌ای
- مدیریت پروژه و ساخت
- مطالعات معماری ایران
- مرمت و احیای بناها و بافت‌های تاریخی
- معماری و انرژی
- فناوری معماری
- بازسازی پس از سانحه

### دکترای
- معماری
- طراحی شهری
- برنامه‌ریزی شهری